# Tamniès
 Tamniès  (en occitano Tanièrs) es una población y comuna francesa, situada en la región de Aquitania, departamento de Dordoña, en el distrito y cantón de Sarlat-la-Canéda.

## Demografía
| 333 | 316 | 282 | 284 | 313 | 317 |
| Para los censos de 1962 a 1999 la población legal corresponde a la población sin duplicidades (Fuente: INSEE [Consultar]) |     |     |     |     |     |